# نبردناو کلاس وایومینگ
نبردناو کلاس وایومینگ (به انگلیسی: Wyoming-class battleship) یک کلاس از کشتی است که طول آن ۵۶۲ فوت (۱۷۱ متر) می‌باشد.